# União das Freguesias de Lousã e Vilarinho
União das Freguesias de Lousã e Vilarinho, kurz Lousã e Vilarinho, ist eine portugiesische Gemeinde (Freguesia) im Kreis (Concelho) von Lousã. Sie stellt das engere Stadtgebiet der Kleinstadt Lousã dar. Auf einer Fläche von 72,4 km² leben hier 13.056 Menschen (Zahlen nach Stand 2011).
Die Gemeinde entstand im Zuge der kommunalen Neuordnung Portugals nach den Kommunalwahlen am 29. September 2013 durch Zusammenschluss der Gemeinden Lousã und Vilarinho.